# Gokyo

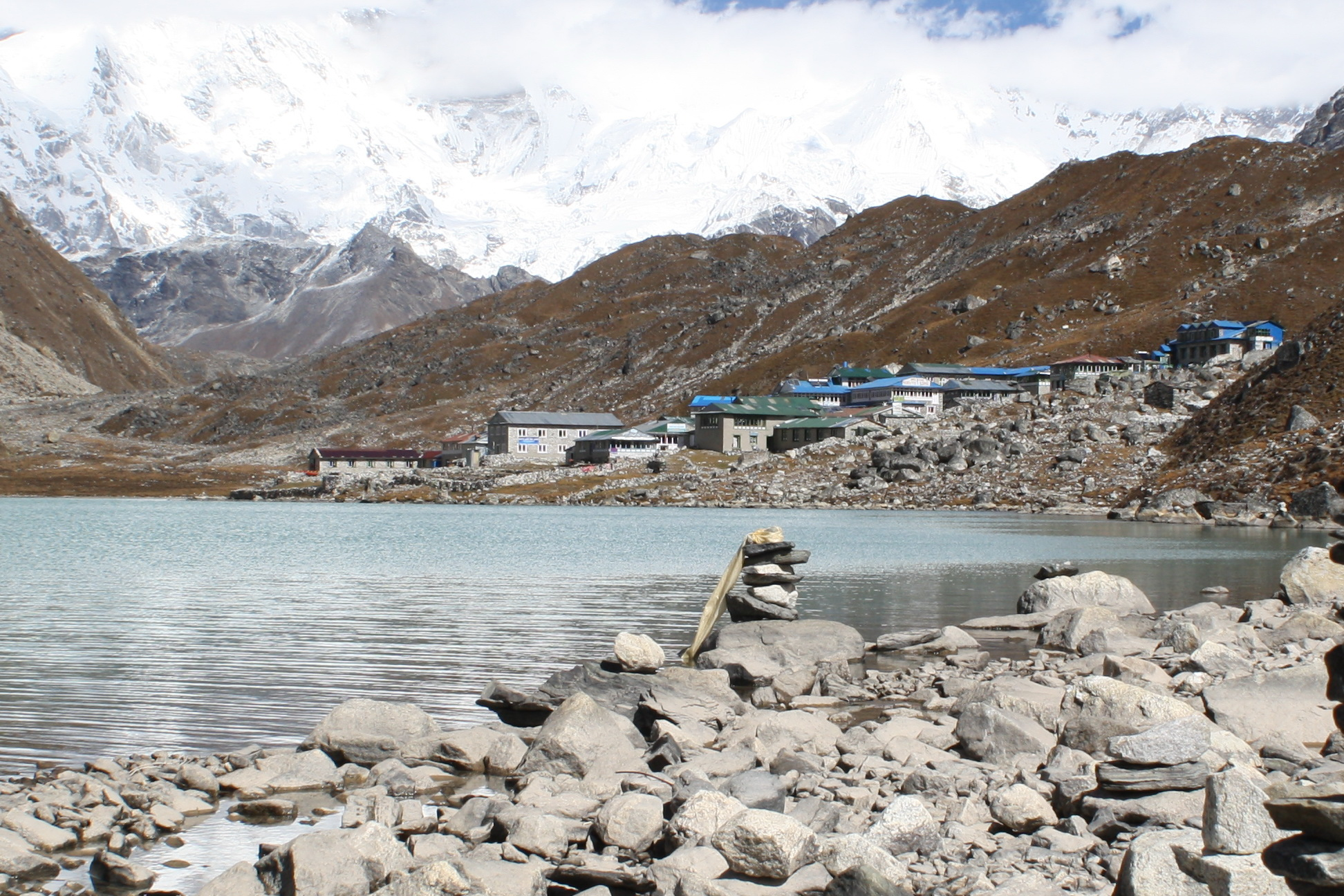
Gokyo a jezero Dudh Pokhari

Gokyo je malá vesnice v severovýchodním Nepálu v oblasti Khumbu.
Nachází se v okrese Solukhumbu, v pohoří Himálaje a leží na úpatí hory Gokyo Ri a východním břehu třetího jezera Gokyo. Obec se nachází v nadmořské výšce 4750 metrů, což je jedna z nejvýše položených vesnicí v Nepálu i ve světě. Téměř všechny budovy jsou penziony pro pěší turisty. Lidé, kteří žijí ve vesnici, se stěhují na zimu do nižších vesnicí, jako je např. Namche Bazaar.